# Вене, Сийм-Сандер
Сийм-Сандер Вене (эст. Siim-Sander Vene; род. 12 ноября 1990, Тарту, Эстония) — эстонский профессиональный баскетболист, играющий на позиции лёгкого форварда. Выступает за баскетбольный клуб «Хапоэль» (Иерусалим).

## Карьера
Вене воспитанник молодёжной системы «Жальгириса». В 2006 году присоединился к юниорской команде литовского клуба на базе школы Арвидаса Сабониса. В 2009 году Сийм-Сандер вошёл в основной состав команды.
В 2010 году был отдан в аренду «Каунасу». В этом же сезоне перешел в клуб «Ризен Людвигсбург».
В сезоне 2011/2012 Вене выступал за «Балтай», а в феврале 2012 года перешёл в ВЭФ.
Сезон 2012/2013 прошёл для Вене в «Пренае».
Следующие 3 года Сийм-Сандер играл в составе «Жальгириса» и за это время трижды становился чемпионом Литвы. В сезоне 2015/2016 провёл 20 игр в Евролиге, набирая 3,3 очка, 1,1 подбора и 0,7 передачи.
В августе 2016 года подписал однолетний контракт с «Нижним Новгородом». В 14 играх Еврокубка набирал в среднем 10,6 очка, 3,9 подбора и 1,9 передачи. В Единой лиге ВТБ принял участие в 24 матчах, набирая 10,2 очка, 2,7 подбора и 2 передачи.
По итогам сезона 2016/2017 Эстонский баскетбольный союз признал Вене «Лучшим баскетболистом года» в Эстонии.
В августе 2017 года стал игроком «Реджаны», но в сентябре получил травму и выбыл из строя на 3 месяца с переломом ступни.
В январе 2018 года Вене подписал контракт с «Варезе» до окончания сезона 2017/2018. Его статистика составила 8,3 очка и 3,9 подбора.
В сентябре 2018 года подписал контракт на 1,5 месяца с «Манресой», заменив травмированного Джастина Доллмена. В 6 матчах чемпионата Испании Вене набирал 10,0 очка за игру.
В декабре 2018 года продолжил карьеру в «Фуэнлабраде».

## Сборная Эстонии
На Евробаскете-2015 Вене принял участие в 4 матчах и продемонстрировал средние показатели в 10 очков, 6,4 подбора и 1,6 передачи.

## Достижения
- Победитель турнира Nike International Junior: 2007
- Чемпион Национальной баскетбольной лиги Литвы: 2007/2008
- Чемпион Балтийской баскетбольной лиги: 2009/2010
- Чемпион Латвии: 2011/2012
- Чемпион Литвы (3): 2013/2014, 2014/2015, 2015/2016
- Обладатель Кубка Литвы (2): 2013, 2015